# 集體記憶
集體記憶，或集體回憶，是指一群人集体的共同的记忆，概念最初由法國社會學家霍布瓦克在1925年首次完整地提出，以跟個人記憶區分開。 如同个人在情境中能够有个体的回忆，一群人（人民或人类）被赋予共同回忆。集体回忆被理解为这样一个群体的框架：它构成了成员中群体特定行为的基础，因为它使个体能够呈现出共性。集体回忆是指基于文化经历的当前社会和文化关系，单独对一群人产生影响并传递共同知识。

集體記憶是在一個群體裏或現代社會中人們所共享、傳承以及一起建構的事或物；這個討論由阿斯曼延續，他寫下了《Das kulturelle Gedächtnis》（文化記憶），較近期的學者如保羅‧康納頓的著作《社會如何記憶》，把這個概念再伸延，認為人類的身體就是記憶的保留和繁衍這種集體過程所進行的地方，而皮埃尔·诺拉研究地方與空間（lieux de memoire - 記憶的場所）在集體記憶中的角色有很大的貢獻；他說：
「一個『記憶的場所』是任何重要的東西，不論它是物質或非物質的，由於人們的意願或者時代的洗禮（英譯為the work of time）而變成一個群體的記憶遺產中標誌性的元素（這裏所指的是法國社會）。」

## 集體記憶與紀念化
從柏林的歐洲被害猶太人紀念碑，中國的各種抗戰紀念館及解放紀念建築，到美國首都華盛頓的越南退伍軍人紀念碑，國家或民族的所建的紀念建築可以部份地代表著他們的集體記憶，他們用紀念建築來紀念些甚麼，又或不紀念些甚麼，都能反映他們的集體記憶。
集體記憶亦由「再現形式」（representational forms - 即文字、圖片、影像等）的不斷製作而得以持續。在這個媒體時代，特別是由於過去十年數碼化的不斷發展，出現大量的「二手記憶」（second-hand memories），某些故事和影像被重新製作甚或重新建構，但也受到新影像或其他「再現形式」的挑戰和質疑。今天的集體記憶跟古代口述文化的集體記憶有很大的不同，因為當時還未有印刷技術或運輸交通這些促成想像的共同體（由班納迪克·安德森提出）形成的要素，不像今天人們會跟從來不認識的人也分享著一種共有性和繼承傳統的意識，就像我們會感到跟來自同一個國家、地區、城市或民族的人有一種「血緣關係」。
1925年，莫里斯·哈布瓦赫首次提出此一概念，並將集體記憶分成「自傳記憶」（autobiographical memory）和「歷史記憶」（historical memory）兩種，前者是描述個體親自經歷事件的記憶；而後者則是描述透過書寫記錄、影像、紀念日，及法定節日等形式傳承的記憶。自傳記憶會隨時間淡忘，透過轉化為歷史記憶的形式才得以存續。
霍布瓦克提出的集體記憶概念之後，一直被人從不同角度來研究和延伸：James E. Young提出跟集體記憶相對的「被收集的回憶」概念（collected memory），指出記憶本質是分散的，不完整的，是需要進行收集以及因人而異的。而阿斯曼（Jan Assmann）則發展出「傳遞性回憶」，一種建基於日常通訊交流的集體記憶的分枝;回憶在這種形態下跟在口述文化中的類似，都是從口述歷史的過程中被收集和變得「集體」的；阿斯曼也提出集體記憶的另一些形態，即可以跟日常生活區隔開來，可以被實物化和固定下來的（fixed points），例如文字和紀念建築。

## 各國家/地區的集體記憶

### 香港
香港的集體記憶背景是曾受聯合王國統治，粵語為基礎發展出來的文化，曾經龐大的電影產業，後來回歸中華人民共和國等所組成。
集體記憶在1990年代後期在香港開始廣泛應用。自2006年11月香港政府清拆被認為有集體記憶的愛丁堡廣場碼頭（舊中環天星碼頭），香港人對集體記憶的關注度更大幅增加。2007年1月，香港政府更提出將集體記憶作為是否清拆香港歷史建築列入參考因素之一。
有學者指出不同的政治團體可以利用集體記憶去營造政治議題，這一種集體記憶應稱為「創造記憶」（invented memory）。

### 臺灣
臺灣曾受日本殖民統治，同時也是閩南、客家、台灣外省人、台灣南島民族文化的混合集中地，與西方文化的關係也很親近，因此發展出了多种多样的集體記憶。臺灣有許多群體記憶是跟隨經濟發展、反共政治、社會民主化而來的，但因為族群間的背景差異，各種集體記憶的建立是建立在衝突磨合上，因此產生既兼容並蓄，又相互排斥的現象。有些集體記憶是晚近才建立起來，但也有些集體記憶（如日本殖民時代）會隨著成員的凋零而遺失。此外，臺灣的集體記憶有一部分還根植於農業（如糖業鐵路、高山茶、原住民小米田等）；臺灣的高級文化服務業都構成各異其趣的集體記憶

## 參閱
- 口述歷史
- 集體智慧
- 集體意識

## 延伸閱讀
- 徐振邦. . 香港: 阿湯圖書. 2010年. ISBN 9789628787814 （中文）.
- 任正文. . 香港: 天地圖書. 2008年. ISBN 9789882118003 （中文）.
- 劉智鵬. . 香港: 中華書局. 2009年. ISBN 9789628930685 （中文）.
- 劉智鵬. . 香港: 中華書局. 2010年. ISBN 9789628930364 （中文）.

## 註腳
1. ↑  Assmann, J. . Munich: Verlag C.H. Beck. 2007. ISBN 9783406568442 （德语）.
2. ↑  保羅‧康納頓. . 南方日報. 2000年12月. ISBN 9787208035812 （中文）.
3. ↑  有譯記憶場域/記憶之鄉
4. ↑  . wayback.archive-it.org.   [2021-10-12]. 原始内容存档于2022-01-20.
5. ↑  鄭得興.  (PDF). 台灣國際研究季刊. 2015, 11 (1): 97-115  [2021-07-27]. （原始内容存档 (PDF)于2021-07-16）.
6. ↑  . 文匯報. 2007-02-22  [2012-01-28]. （原始内容存档于2013-03-14）.

## 外部連結
- 香港電台同名電視節目系列：集體記憶 （页面存档备份，存于）
- 香港文物建築保護政策檢討 （页面存档备份，存于）
- 集體記憶 60年代 （页面存档备份，存于）
- 地方文化與集體記憶的探討---以犁頭店「麻芛文化」為例，文化研究月刊
- 王雅瑋. . 香港中文大學《二十一世紀》網絡版2005年7月號總第40期. 2005-07-31  [2012-01-28]. （原始内容存档于2016-03-04）.
- （英文） 給集體記憶裏的社會學（For a Sociology of Collective Memory）有關Centre Marc Bloch研究主任Marie-Claire Lavabre法文著作的短文，附參考書目。
- （英文） 對"記憶的場所"的跨學科研究（Interdisciplinary Study of Memory Site） （页面存档备份，存于）澳洲悉尼麥覺理大學哲學系John Sutton教授。附大量參考書目連結。
- （英文）公共領域歷史課（History in the Public Sphere course） （页面存档备份，存于）美國聖巴巴拉市加州大學歷史系Harold Marcuse教授。附參考書目。